# 麻生郵便局
麻生郵便局
（あさおゆうびんきょく）
- 神奈川県川崎市麻生区にある郵便局。本記事にて記述する。

（あそうゆうびんきょく）
- 茨城県行方市にある郵便局。局番号は06029。
- 大分県宇佐市にある郵便局。局番号は72045。
- 山口県美祢市にある郵便局。局番号は55300。

（あさぶゆうびんきょく）
- 北海道札幌市にある札幌麻生郵便局。局番号は90457。

麻生郵便局（あさおゆうびんきょく）は、神奈川県川崎市麻生区にある郵便局。民営化前の分類では集配普通郵便局であった。

## 概要
住所：〒215-8799 神奈川県川崎市麻生区万福寺5-1-1

## 沿革
- 1969年（昭和44年）3月10日 - 百合ヶ丘郵便局[1]として、川崎市万福寺に開局[2]。同日、柿生郵便局から集配業務を移管。
- 1983年（昭和58年）3月28日 - 麻生郵便局に改称。
- 1997年（平成9年）6月23日 - 外国通貨の両替および旅行小切手の売買に関する業務取扱を開始。
- 2004年（平成16年）6月7日 - 川崎市麻生区万福寺188から同区古沢159に移転[3]。
- 2007年（平成19年）10月1日 - 民営化に伴い、併設された郵便事業麻生支店に一部業務を移管。
- 2012年（平成24年）10月1日 - 日本郵便株式会社発足に伴い、郵便事業麻生支店を麻生郵便局に統合。

## 取扱内容
- 郵便、印紙、ゆうパック、内容証明
- 貯金、為替、振替、振込、国際送金、外貨両替・トラベラーズチェック、国債、投資信託
- 生命保険、バイク自賠責保険、自動車保険、がん保険、引受条件緩和型医療保険
- ゆうちょ銀行ATM
- 「215-00xx」区域（川崎市麻生区の全域＝飛び地区域（岡上）を含む）の集配業務
- ゆうゆう窓口

## 周辺
- 川崎市麻生区役所
- 麻生警察署
- 川崎市麻生市民館（麻生文化センター・麻生図書館）

## アクセス
- 小田急小田原線 新百合ヶ丘駅から徒歩約11分
- 小田急バス 麻生警察署前停留所下車
- 中央自動車道 稲城ICから南へ約6.5km、および東名高速道路 東名川崎ICから北西へ約7km
- 駐車場あり：23台